# Grand Prix São Paulo Formuły 1
Grand Prix São Paulo – eliminacja mistrzostw świata Formuły 1, rozgrywana na torze Autódromo José Carlos Pace. Pierwszy wyścig pod tą nazwą rozegrano w 2021 roku.

## Historia
Tor Interlagos gościł wyścigi Formuły 1 od 1972 roku, kiedy to zorganizowano nieoficjalne zawody. Od 1973 organizowano na torze Interlagos wyścigi w ramach mistrzostw świata. Wskutek pogarszającego się stanu toru w latach 1978 oraz 1981–1989 Grand Prix Brazylii odbywało się na torze Jacarepaguá. W 1990 goszczącym tę eliminację torem stał się ponownie Interlagos, którego pętlę skrócono o prawie połowę. Interlagos gościł Grand Prix Brazylii do 2019 roku.
W 2017 roku pojawiły się pierwsze informacje o chęci przeniesienia Grand Prix Brazylii do Rio de Janeiro. Dwa lata później prezydent Brazylii Jair Bolsonaro ogłosił, że tor Rio Motorpark od 2020 roku przejmie prawa do organizacji Grand Prix Brazylii od Interlagos. Wokół budowy toru narosły jednak wątpliwości, związane z koniecznością wycinki fragmentu lasu  Camboatá, co wywołało krytykę w środowisku Formuły 1. Te problemy spowodowały, że Interlagos utrzyma wyścig Formuły 1. Zmieniono jednak nazwę rundy na Grand Prix São Paulo, co ma podkreślić starania lokalnych władz o zachowanie rundy na Interlagos.

## Zwycięzcy Grand Prix São Paulo
| Sezon | Kierowca       | Konstruktor     | Tor                        |        |
| ----- | -------------- | --------------- | -------------------------- | ------ |
| 2021  | Lewis Hamilton | Mercedes        | Autódromo José Carlos Pace | Wyniki |
| 2022  | George Russell | Mercedes        | Autódromo José Carlos Pace | Wyniki |
| 2023  | Max Verstappen | Red Bull Racing | Autódromo José Carlos Pace | Wyniki |
| 2024  | Max Verstappen | Red Bull Racing | Autódromo José Carlos Pace | Wyniki |

Liczba zwycięstw (kierowcy):
- 2 – Max Verstappen
- 1 – Lewis Hamilton, George Russell

Liczba zwycięstw (konstruktorzy):
- 2 – Mercedes, Red Bull Racing

Liczba zwycięstw (producenci silników):
- 2 – Honda RBPT, Mercedes